# Dos grandes
Dos Grandes es un álbum recopilatorio lanzado por Marco Antonio Solís y Joan Sebastian el 29 de junio del 2004. También hay una edición mejorada que es un CD con DVD.

## Lista de canciones
| N.º | Título                                            | Duración |  |
| 1.  | «Tu amor o tu desprecio (Marco Antonio Solís)»    | 3:17     |  |
| 2.  | «Llorar (en vivo) (Joan Sebastian)»               | 3:25     |  |
| 3.  | «O me voy o te vas (Marco Antonio Solís)»         | 4:47     |  |
| 4.  | «Se está volviendo loco (Joan Sebastián)»         | 2:31     |  |
| 5.  | «Tu hombre perfecto (Marco Antonio Solís)»        | 4:23     |  |
| 6.  | «Manantial de llanto (Joan Sebastian)»            | 3:30     |  |
| 7.  | «Invéntame (Marco Antonio Solís)»                 | 3:31     |  |
| 8.  | «Anoche hablamos (Joan Sebastian)»                | 3:29     |  |
| 9.  | «Dónde estará mi primavera (Marco Antonio Solís)» | 4:16     |  |
| 10. | «Gracias por tanto amor (Joan Sebastián)»         | 3:32     |  |
| 11. | «Mi eterno amor secreto (Marco Antonio Solís)»    | 3:45     |  |
| 12. | «Afortunado (Joan Sebastian)»                     | 3:15     |  |

### Edición mejorada CD/DVD
| Enhanced Edition CD/DVD |                             |          |  |
| N.º                     | Título                      | Duración |  |
| 1.                      | «Si no te hubieras ido»     | 4:48     |  |
| 2.                      | «Gracias por tanto amor»    | 3:32     |  |
| 3.                      | «Dónde estará mi primavera» | 4:16     |  |
| 4.                      | «Me gustas»                 | 3:27     |  |

## Rendimiento de los gráficos
| Gráfico(2004)                          | Posición |
| -------------------------------------- | -------- |
| U.S. Billboard Top Latin Albums        | 2        |
| U.S. Billboard Regional Mexican Albums | 1        |
| U.S. Billboard 200                     | 125      |